# Friedrich Leopold von Loë
Friedrich Leopold Aloysius Maria Hubertus Graf von Loë (* 28. Mai 1861 in Schloss Wissen; † 14. April 1899 in Gries) war ein deutscher Fideikommissbesitzer und Mitglied des Deutschen Reichstags.

## Herkunft
Seine Eltern waren der Graf Maximilian August von Loë (1817–1879) und dessen Ehefrau, Therese, geborene Gräfin von Arco-Zinneberg (1835–1906). Sein Onkel Felix von Loë war wie sein Vater Mitglied im Preußischen Abgeordnetenhaus.

## Leben
Loë studierte in Bonn und Straßburg, wo er auch Referendar bis zum Besitzantritt der Familiengüter im Jahre 1885 war. Er war Lieutenant der Reserve im Westfälischen Kürassier-Regiment in kommunalen- und Kreisämtern der Selbstverwaltung tätig.
Von November 1892 bis 1893 war er Mitglied des Deutschen Reichstags für den Wahlkreis Regierungsbezirk Düsseldorf  8 Kleve, Geldern und die Deutsche Zentrumspartei.

## Familie
Loë heiratete am 14. Juni 1888 in Tatenhausen Paula Gräfin von Korff genannt Schmising (1863–1942), mit der er mehrere Kinder hatte:
- Degenhard-Bertram (1889–1915)
- Clemens (1893–1914)
- Maria Mathilde (* 1895) ⚭ Johannes von Gumppenberg (1891–1959)
- Joseph (1896–1944) ⚭ Isabelle Prinzessin zu Salm und Salm-Salm (1903–2009), Tochter von Emanuel zu Salm-Salm